# Ботанический сад ТвГУ
Ботани́ческий сад Тверско́го госуда́рственного университе́та — самый северный ботанический сад России с экспозицией степных растений, единственный в своём роде во всем Верхневолжье. Расположен в Заволжском районе Твери, недалеко от места впадения Тверцы в Волгу. Объект историко-культурного и природного наследия — памятник археологии.
В саду представлено около 350 видов деревьев и кустарников, более 2000 травянистых растений, создано 8 экспозиций и 6 фондовых коллекций. На территории сада находится пруд (о его существовании известно ещё с XVIII века), русло ручья Бухань.

## История сада
Изначально территория сада принадлежала Отроч монастырю. На ней располагался Заволжский посад Твери. В 1879 году купцом I гильдии И. И. Бобровым был заложен частный сад. Деревья (дубы, лиственницы), посаженные в то время, сохранились по сей день.
В 1898 году владельцем сада стал преподаватель естествознания Тверского реального училища и женской школы им. П. П. Максимовича Леонид Антонович Колаковский. На территории сада (1,5 га) он собрал обширную коллекцию древесных и кустарниковых пород, сформировал экспозиции растений по географическому принципу. В саду Колаковский часто проводил практические занятия со своими учениками. По завещанию Леонида Колаковского (1930) сад был передан городскому отделу народного образования.
До 1938 года использовался детскими учреждениями как детский парк, место отдыха и игр. В 1938 году исполком городского совета передал его Калининскому педагогическому институту под ботанический сад. Организацией ботанического учреждения занялись тверские учёные-ботаники А. А. Лебедев и М. Л. Невский. К 1941 году были заложены основные коллекции, благоустроена территория, сделаны новые посадки.
Во время оккупации Калинина сад сильно пострадал. Его восстановление началось лишь в 1949 году в соответствии с программой М. Л. Невского. Была благоустроена территория, заложены новые экспозиции, пополнены коллекции растений, построены оранжерея и здание для сотрудников. Программа включала в себя учебно-опытную работу со студентами по ботанике, популяризацию ботанических знаний, эксперименты по интродукции и акклиматизации отдельных видов растений.
В 1973 году территория сада была передана городскому «Тресту зелёного строительства». Постепенно сад становился заброшенным сквером. Многие уникальные растения были избавлены от гибели благодаря В. В. Веселову, который добровольно заботился о саде.
С 1989 года Ботанический сад является подразделением Тверского государственного университета. В 1997 году Ботанический сад ТвГУ стал членом Международного совета ботанических садов. Со 2 августа 1996 года сад стал открыт для посещения.
В 2009 году саду исполнилось 130 лет. 1 сентября 2009 года сад получил новый статус — «Научно-образовательный центр „Ботанический сад“».

## Структура сада
В Саду выделены следующие секторы:
- Природная флора
- Дендрология
- Декоративное цветоводство
- Гербарий

Представлены следующие отделы:
- Отдел растений Средней и Южной Европы

Отдел подразделяется на подотделы: Мелколиственные смешанные леса, Широколиственные леса, дубравы, участок южно-европейских широколиственных лесов
- Отдел Сибири и Алтая
- Отдел растений Дальнего Востока и Юго-восточной Азии
- Отдел растений Северной Америки
- Осваиваемая территория

## Экспозиции сада
- Растения тропиков и субтропиков

На территории размещено около 350 видов.
Наиболее широко представлены семейства Araceae (около 50 видов), Orchidaceae (около 20 видов), Polypodiaceae (около
30 видов), Arecaceae (15 видов), Bromeliaceae (10 видов), Agavaceae (10 видов), Gesneriaceae (10 видов), Liliaceae (10 видов).
- Растения европейских степей

На участке размещено 135 видов.
Большинство видов коллекции собраны в природных местах обитания.
Представлены степные виды, для которых по территории Тверской области проходит северная граница ареала.
Некоторые растения взяты из изолированных популяций, расположенных достаточно далеко от северной границы ареала.
- Систематический участок

Собрано более 260 видов растений из 42 сеймейств, расположенные по системе Энглера.
Растения экспозиции представляют морфологическое и таксономическое разнообразие в пределах семейства.
Коллекция используется для организации учебного процесса и учебно-просветительской работы.
- Альпийская горка
- Участок полезных растений

Заложены основы для экспозиций:
- Старицкие ворота
- Вышневолоцкко-Новоторжский вал (Валдай)
- Минератрофное болото
- Валдайская возвышенность